# Aufwerfhebel

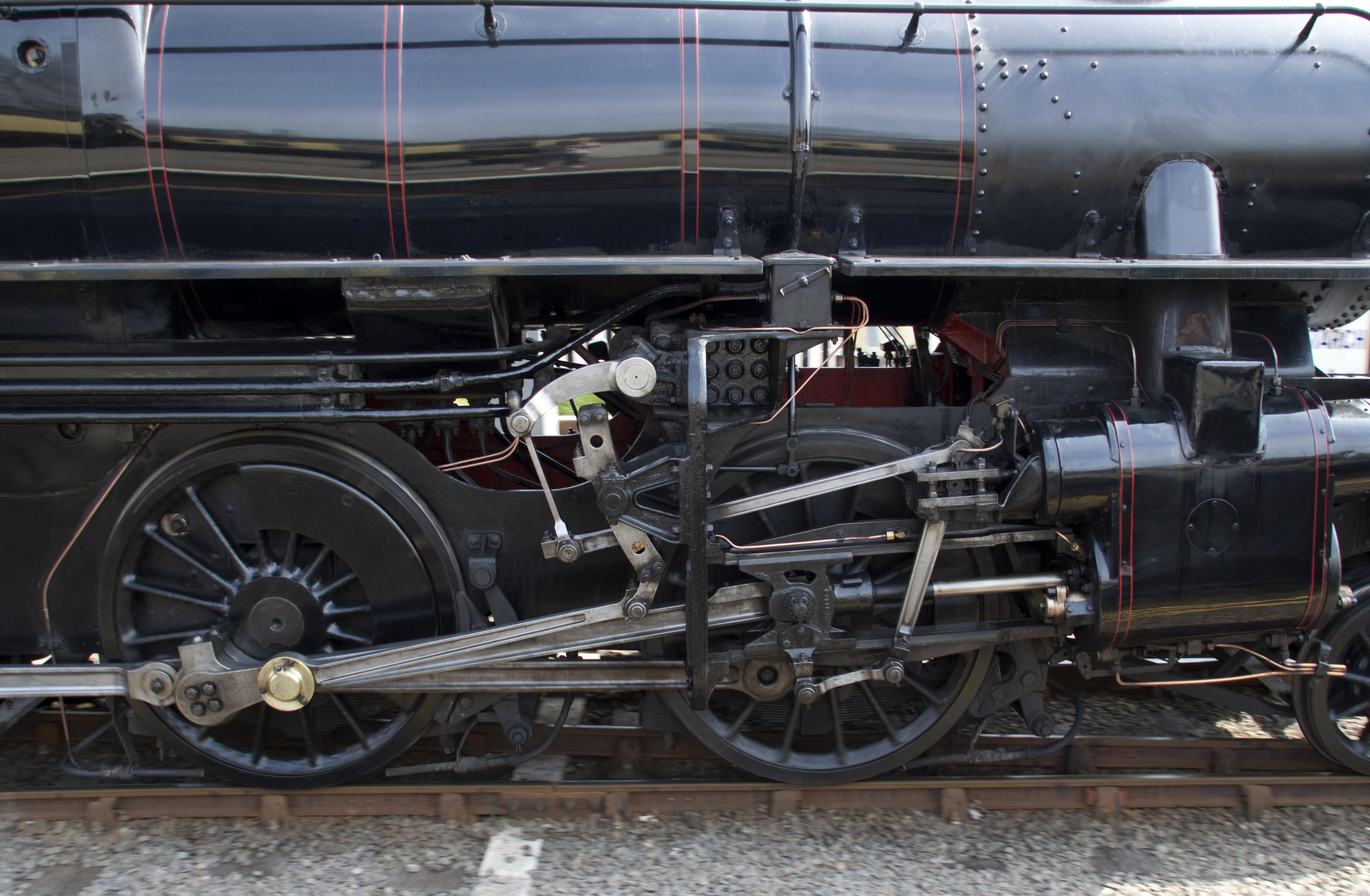
Aufwerfhebel bei der Steuerung mit Hängeeisen (oberhalb der Schwinge)

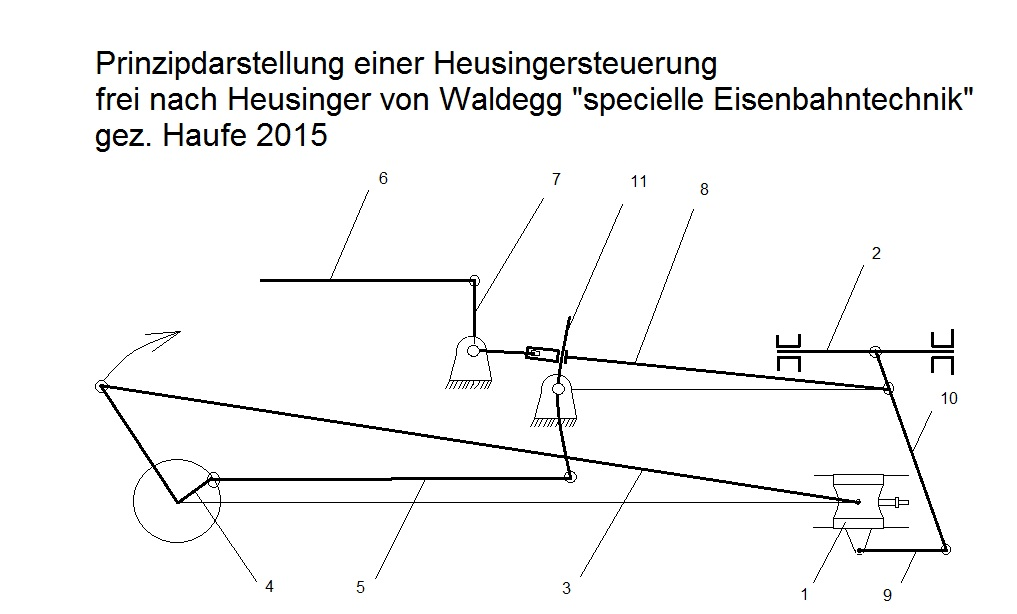
Prinzipdarstellung einer Heusinger-Steuerung

Der Aufwerfhebel ist ein Teil der äußeren Kulissensteuerung einer Dampflokomotive, von deren Klassifikation die bekannteste als Heusinger-Steuerung ausgeführt worden ist.

## Anwendung und Zweck
Der Aufwerfhebel ist das direkte Verbindungselement von dem Steuerrad der Dampflokomotive zu der Schieberschubstange und somit ein Steuerglied zur Änderung der Füllung bzw. der Fahrtrichtung der Lokomotive. Der Aufwerfhebel wird nur bei der Drehung des Steuerungshandrades bewegt und kann demzufolge als recht wartungsarm bezeichnet werden. Für einen leichten Gang des Steuerungshandrades ist allerdings eine leichte Verbindung zu gewährleisten.
Auf der Skizze erkennt man, dass Steuerstangenhebel, Aufwerfhebel und Hängeeisen als ein Element zusammengefasst worden sind. Es gab bei der Dampflokomotivkonstruktuion verschiedene Formen der Übertragung auf die Schieberschubstange. Auf dem Foto ist die klassische Form mit Hängeeisen abgebildet. Bei der Variante der Steuerung mit Kuhnscher Schleife griff der Aufwerfhebel direkt in das Langloch der Schieberschubstange ein.